# Особняк Шехтеля в Ермолаевском переулке
Особня́к Ше́хтеля в Ермола́евском переу́лке — здание, возведённое на пересечении Трёхпрудного и Ермолаевского переулков Фёдором Шехтелем в 1896 году для своей семьи. В строительстве также принимал участие архитектор Владимир Адамович. С 1944 года дом находился в ведении Наркомата иностранных дел, с 50-х годов имение служит резиденцией послов Уругвая.

## Строительство и использование
В конце XIX века семейство Шехтелей проживало в доме на Петербургском шоссе, однако вскоре после смерти пятилетнего сына они решили переехать. Архитектор приобрёл небольшой участок в Ермолаевском переулке, где в 1896 году начал строительство нового дома по собственному проекту. В работах также принимал участие архитектор Владимир Адамович, служивший на тот момент помощником зодчего.
Фёдор Шехтель полностью вписал здание в неправильный по форме земельный участок, не оставив места для внутреннего двора. При этом вдоль красной линии он расположил только объём гостиной, представленный ризалитом. Остальные части архитектор разместил вокруг центральной оси здания — парадной лестницы. В 1904 году он расширил свою мастерскую дополнительной двухэтажной пристройкой с северной стороны дома. В письмах своему другу художнику Николаю Чехову архитектор в шутку отмечал, что «построил избушку непотребной архитектуры, которую извозчики принимают то ли за кирху, то ли за синагогу».
В гостях у Шехтеля бывали Михаил Врубель, Леонид Собинов, Исаак Левитан, Савва Морозов и другие общественные и культурные деятели. В 1910 году семья перебралась в более просторный особняк на Большой Садовой, старый дом приобрела купчиха Е. Я. Дунаева. После Октябрьской революции в бывшем особняке Шехтеля некоторое время проживал нарком просвещения РСФСР Андрей Бубнов, а также действовали различные организации. В 1944-м особняк перешёл в ведение Наркомата иностранных дел и был переоборудован в резиденцию дипломатического представительства. В дальнейшем усадьбу практически не перестраивали, благодаря чему хорошо сохранилось оригинальное убранство: паркет, деревянные панели, кованные решётки. С 50-х годов XX века здание занимает посольство Уругвая, но особняк открыт для посещения в дни исторического и культурного наследия.

## Архитектура

### Экстерьер
Исследователи отмечают, что именно в собственном доме Шехтеля в Ермолаевском переулке отчётливо виден переход в творчестве архитектора от неоготики к модерну. Так, средневековые объёмы башен лишены богатого декоративного оформления, свойственного более старому стилю. Новые веяния в архитектуре прослеживаются в соединении различных по форме и размерам объёмов, символизме декора, а также в ступенчатом заборе с кованной решёткой растительного орнамента.
Угловые башни дома, похожие на замковые, облицованы четырёхугольной плиткой, которая внешне напоминает кирпич и контрастирует с оштукатуренными участками стен. Правая из башен оформлена в виде шестигранника и оборудована смотровой площадкой. В ней же располагается парадный вход в здание, отделанный шатровым куполом. Мозаика, украшающая портал, была выполнена художником Владимиром Фроловым по эскизам Шехтеля. Она декорирована золотистой смальтой и изображает инициалы архитектора, дату постройки, а также разные периоды цветения ирисов, олицетворяющих жизненный цикл.

### Интерьер
Особое внимание Шехтель уделил внутренней отделке дома, развивая планировочную структуру от центра к периферии. Ядром строения стала дубовая резная лестница, вокруг которой расположились кабинет, столовая и гостиная. Архитектор разместил у подножия лестницы возвышающуюся башню с фонарём, который олицетворял восхождение к свету. Этот приём он неоднократно повторял в дальнейшем. Помещения дома украшают потолочные перекрещивающиеся балки и витражи на средневековую тематику, которые гармонично сочетаются с коваными решётками и люстрами в стиле модерн.
Из-за скромного образа жизни хозяина и отсутствия моды на обильный декор на момент строительства особняк отличается строгим внутренним убранством. Все комнаты через круговую анфиладу ведут в двухсветный вестибюль. Самое большое помещение дома — гостиную, — архитектор разделил на две части аркой, создающей эффект пространственных планов. Светлые стены зала изначально украшало его собрание живописи: «Садко» Михаила Врубеля, «Самарканд» Мартироса Сарьяна и «Масленица в Париже» Николая Рериха и другие. В кабинете находится гипсовый резной камин с изображениями мифических животных. Справа от него за деревянными панелями располагается лестница, ведущая в небольшую галерею-библиотеку в верхнем ярусе комнаты. При первом хозяине окна помещения были обращены к церкви святителя Ермолая, которую снесли позднее. Часть оконной рамы занимает витраж на рыцарскую тематику, свисающую с потолка люстру украшают маленькие драконы.